# آرچیبالد منزیس

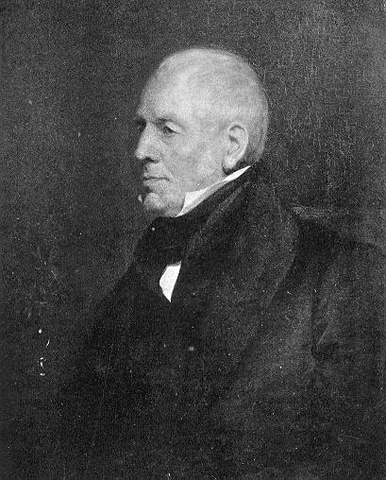
آرچیبالد منزیس

آرچیبالد منزیس (Archibald Menzies) (زاده ۱۵ مارس ۱۷۵۴ – درگذشت ۱۵ فوریه ۱۸۴۲)، جراح، گیاه‌شناس و طبیعت‌گرای اهل اسکاتلند بود. او سال‌های زیادی را در دریا گذرانده و با نیروی دریایی پادشاهی بریتانیا، بازرگانان خصوصی و سفر اکتشافی وانکووَر خدمت نمود. بر اساس یادداشت‌ها، او نخستین اروپایی بود که به قله‌کوه آتش‌فشانی هاوایی، ماونا لوا صعود نمود و همچنین نخستین اروپایی بود که درخت معمای میمون را به انگلستان معرفی کرد.

## زندگی و حرفه
مِنزیس در ایستر استیکس (یا استایکس) در بخش کلیسایی ویم در پرتشر، اسکاتلند به‌دنیا آمد. هنگامی که او با برادر بزرگتر خود ویلیام در باغ‌های گیاه‌شناختی شاهی کار می‌کرد، توجه دکتر جان هوپ که استاد گیاه‌شناسی در دانشگاه ادینبرو بود را به خود جلب نموده و هوپ او را تشویق نمود تا در رشته پزشکی در این دانشگاه درس بخواند. پس از کسب مدرک جراحی، مِنزیس به عنوان معاون یک پزشک در کرناروون، ولز خدمت نموده و پس از آن به عنوان معاون جراح به نیروی دریایی پادشاهی بریتانیا در کشتی HMS نانساچ پیوست. هرچند مِنزیس در نبرد سنتیز (۱۲ آوریل ۱۷۸۲) حضور داشت، اما در دوره صلح او در ایستگاه هالیفاکس در نوا اسکوشیا خدمت می‌کرد.
در ۱۷۸۶ میلادی، مِنزیس به عنوان جراح در کشتی پرنیس آف ولز (تحت فرماندهی کاپیتان جیمز کولنیت) گماشته شد، این کشتی بخشی از سفر دریایی تجارت خز بود که دماغه هورن را دور نموده و به‌سوی قسمت شمالی اقیانوس آرام می‌رفت. این کشتی، در همراهی با کشتی پرنسس رویال (تحت فرماندهی کاپیتان دنکن) چندین بار از آمریکای شمالی، چین و هاوایی (جزایر ساندویچ) بازدید نمود؛ در این سفر دریایی، مِنزیس تعداد زیادی گیاهان جدید گردآوری نموده و همچنین اقدامات لازم را انجام داد تا هیچ‌یک از خدمه‌ها بر اثر ابتلا بیماری وفات نکند. منزیس در ۱۷۸۹ میلادی به بریتانیای کبیر برگشت. او در ۱۷۹۰ میلادی به عنوان عضو انجمن لینه‌ای لندن انتخاب شد.
در ۱۷۹۰ میلادی، مِنزیس به عنوان طبیعت‌گرا انتخاب شد تا کاپیتان جرج وانکوور را در سفر دریایی اطراف دنیای وی در کشتی اچ‌ام‌اس دیسکاوری همراهی نماید.
در ۱۷۹۴ میلادی، هنگامی کشتی دیسکاوری یکی از سه زمستان را در هاوایی سپری می‌کرد، مِنزیس همراه با ستوان ژوزف بنکر و دو مرد دیگر، نخستین صعود ثبت شده به موکائوویویو، بلندترین نقطه کوه ماونا لوا، را به انجام رساندند. مِنزیس با استفاده از یک فشارسنج سیار، ارتفاع این کوه را ۱۳٬۵۶۴ فوت (۴٬۱۳۴ متر) سنجش کرد، در حالیکه امروزه ارتفاع آن ۱۳٬۶۷۹ فوت (۴٬۱۶۹ متر) دانسته می‌شود.
چهل سال بعد یک اروپایی دیگر، مرد اسکاتلندی به‌نام دیوید داگلاس در ۲۹ ژانویه ۱۸۳۴ به این قله صعود نمود.
در ۱۷۹۵ میلادی، زمانی که مِنزیس با نایب‌السلطنه شیلی غذا میل می‌کرد، دانه‌های کاج شیلی، درخت معمای میمون، به عنوان دسر به وی سرو شد. او توانست چند بذر این درخت را در جیب خود نگهدارد و هنگامی که به اروپا بازمی‌گشت آنها را در کشتی رویانید و با پنج نهال سالم که در انگلستان برای اولین بار دیده می‌شد، به انگلستان بازگشت. کاج شیلی که معروف به معمای میمون بود، به یکی از درختان محبوب باغ‌های رسمی در قرن نوزدهم میلادی مبدل شد.
پس از این سفر اکتشافی، مِنزیس در هند غربی با نیروی دریایی خدمت کرد. او در ۱۷۹۹ میلادی مدرک پزشک معالج (M.D.) را از دانشگاه آبردین کسب نمود. پس از بازنشسته شدن از نیروی دریایی، او به عنوان پزشک و جراح در ناتینگ هیل، لندن مشغول خدمت شد. پس از درگذشت آیلمر بورکی لامبرت، او سرپرست جامعه لینه‌ای لندن شد.
همسر مِنزیس در ۱۸۳۶ میلادی وفات کرد. آنها هیچ فرزندی نداشتند. مِنزیس در ۱۵ فوریه ۱۸۴۲ در لندن درگذشت و گورستان کنسال گرین به خاک سپرده شد.

## میراث
نام مِنزیس از طریق نام‌های علمی چندین گیاهی که او کشف نمود گرامی داشته می‌شود، از جمله مِنزیسیا، گونه‌ای از درختچه در خانواده خلنگیان و صنوبر داگلاس، Pseudotsuga menziesii که مرغوب‌ترین درخت تجارتی در مناطق غربی آمریکای شمالی است. پاسیفیک مادرون که یک درخت همیشه‌سبز و بزرگترین نوع خلنگیان است، توسط فریدریش پورش به افتخار او به‌نام Arbutus menziesii نامگذاری شد.
چنانچه توسط الکساندر مک‌کینزی در جریان دیدارش از جزیره بنزنس، چندی پس بازدید کشتی وانکوور از آن منطقه، ثبت شده‌است، «جزیره بنزیس» که شکل تغییر یافته زبانی توسط مردمان نوکسالک اهل منطقه بیلا کولای سواحل مرکزی بریتیش کلمبیا است، نیز به افتخار مِنزیس نام‌گذاری شده‌است.
کوره راه آیناپو که مِنزیس برای صعود به ماونا لوا از آن استفاده کرد نیز معروف به «کوره راه مِنزیس» است. یکی از خیابان‌های اصلی در حومه مجلس قانون‌گذاری بریتیش کلمبیا در ویکتوریا (بریتیش کلمبیا) نیز به‌نام جاده مِنزیس نام‌گذاری شده‌است.
بسیاری از نمونه‌هایی که توسط مِنزیس گردآوری شده بودند در کیو گاردنز لندن غرس شده‌اند. او همچنین ۱۱۲ کلکسیون مجزای صنایع دستی را با خود به لندن آورده بود که حالا در موزه بریتانیا نگهداری می‌شوند. فهرست جامع این کلکسیون‌ها تا ۱۹۵۱ میلادی به چاپ نرسیده بود.
هنگام مراجعه به‌نام گیاه‌شناسی، کوته‌نوشت معیاری مِنزیس (Menzies) اشاره به این شخص به عنوان نویسنده دارد.